# 湊町 (高雄市)

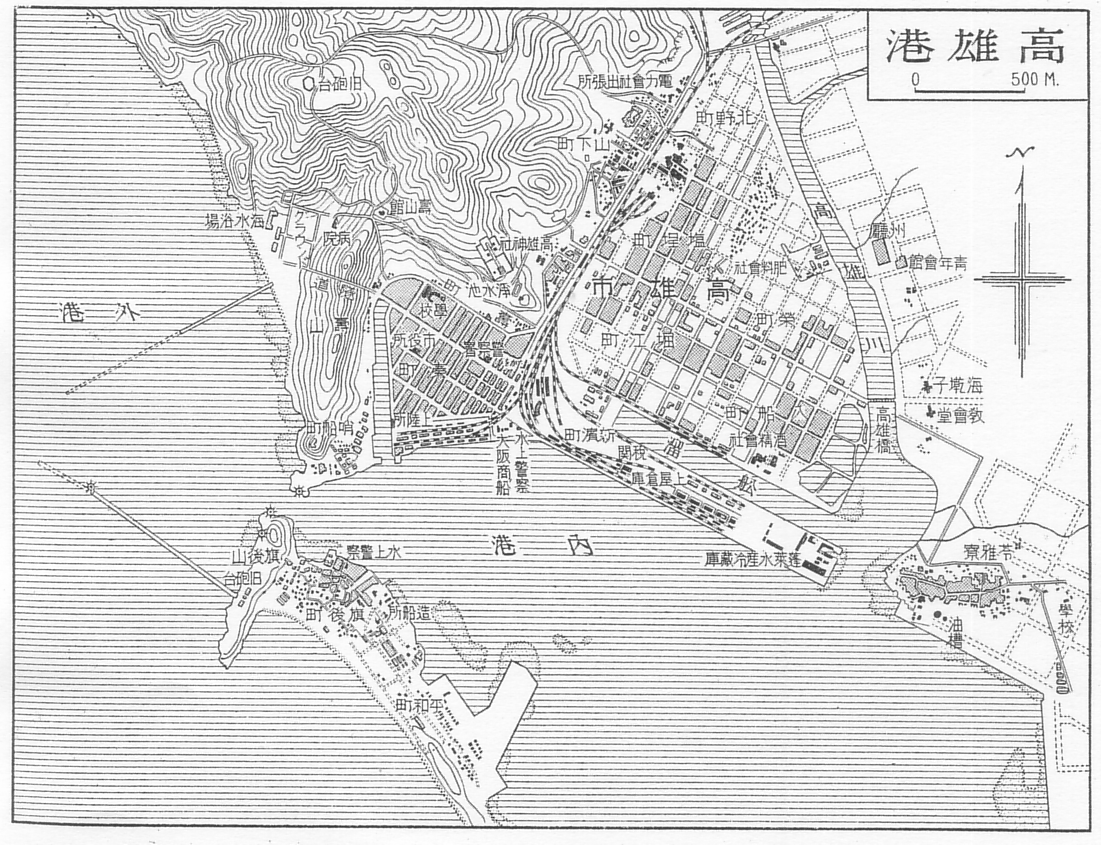
1930年左右的高雄地圖，可見當時的高雄市各町。

湊町是台灣日治時期高雄市的行政區劃之一，共分一～五丁目，「湊」即「港」，因為高雄港而得名。該町是高雄築港時的海埔新生地，曾經是高雄的商業中心，今哈瑪星之一部，約等於鼓山區壽山、惠安、延平、新民等里所轄範圍。臨海一路在日治時代稱為「湊町通」。
1930年時，湊町有人口4601人，其中有3398人是內地人（出自日本四大島者）。

## 町內設施
- 舊高雄市役所（今高雄代天宮）
- 高雄西警察署（打狗支廳，現永光行）
- 湊町派出所（已不存）
- 高雄郵便局（現鼓山郵局）
- 高雄第一小學校（原打狗尋常高等小學校，現鼓山國民小學）
- 湊町市場（現鼓山第一市場）
- 第一船渠（今鼓山漁港）
- 渡船場
- 高雄愛國婦人會館
- 高雄市武德殿
- 高雄市市尹官舍（已不存）
- 高雄本部消防詰所（已不存）
- 高雄方面委員事業助成會（已不存）
- 杉本音吉宅邸（已不存）
- 王沃、王石定宅邸
- 蔡文彬宅邸（鼓波洋樓）
- 臺灣銀行高雄支店[2]
- 彰化銀行高雄支店[2]
- 曹洞宗大壽山南禪寺（已不存）
- 天台宗高雄布教所（已不存）

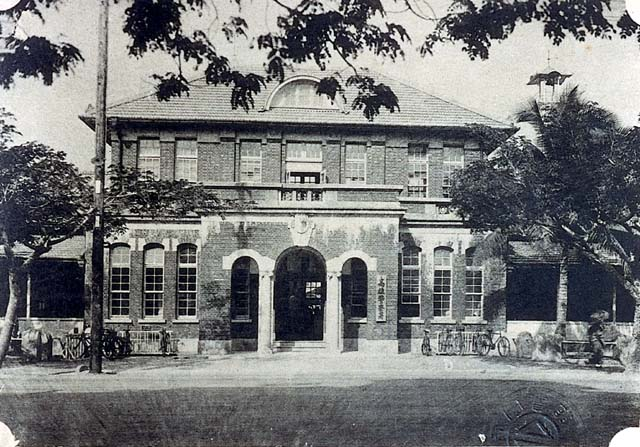
高雄警察署
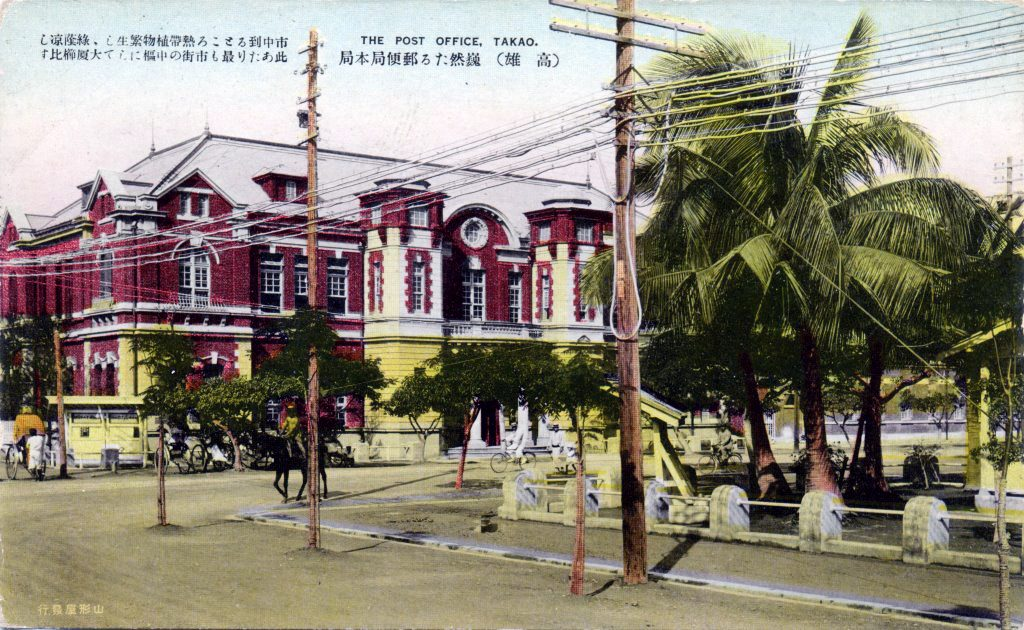
高雄郵便局
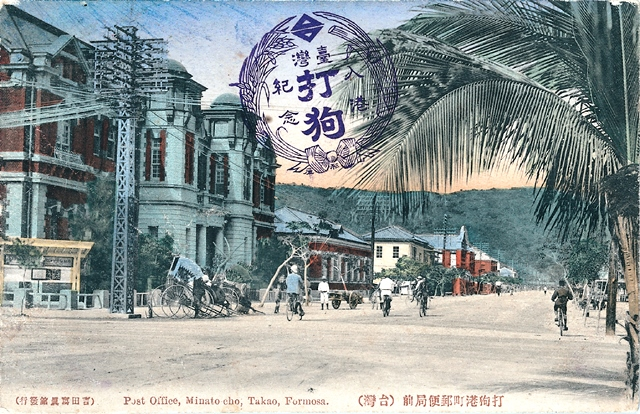
高雄郵便局
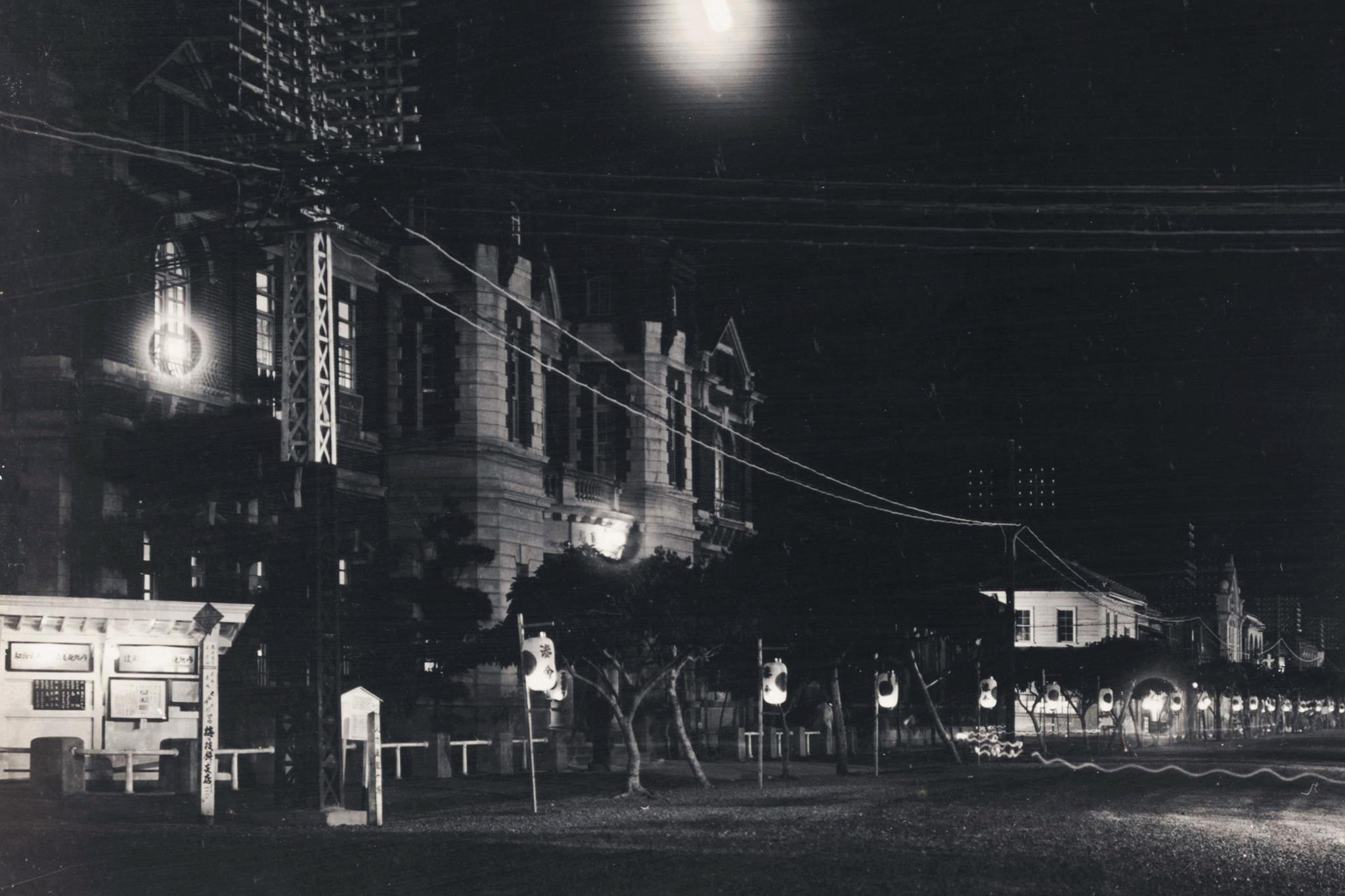
夜晚的高雄郵便局
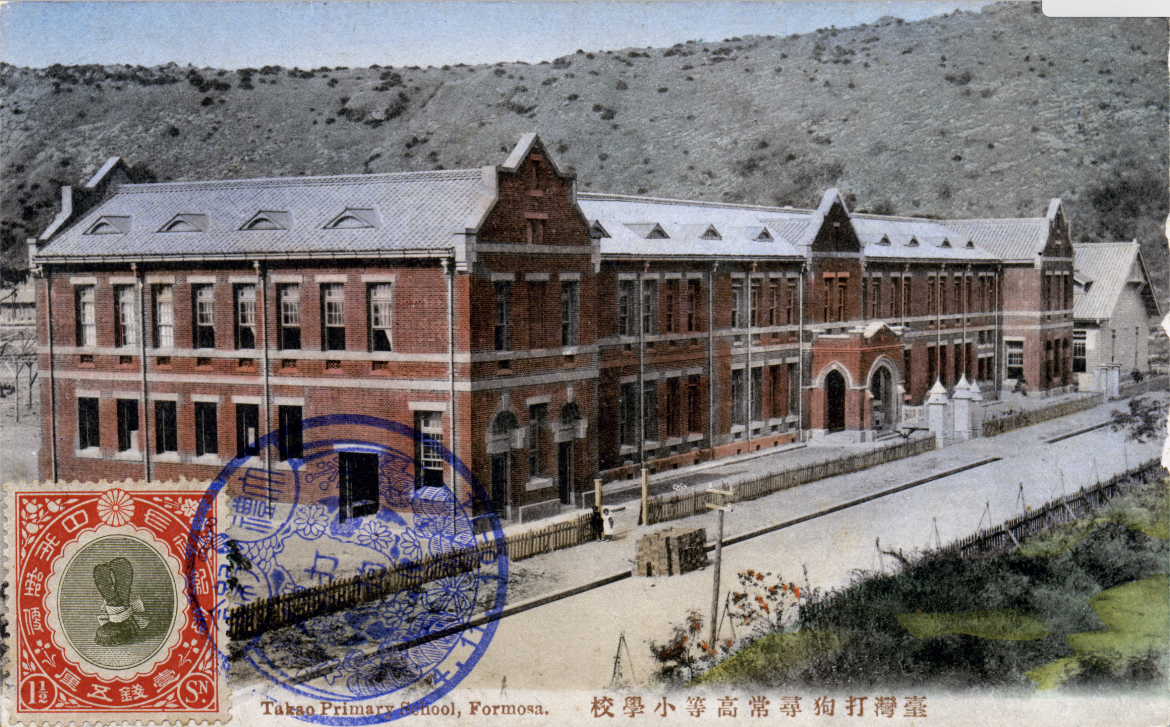
打狗尋常高等小學校
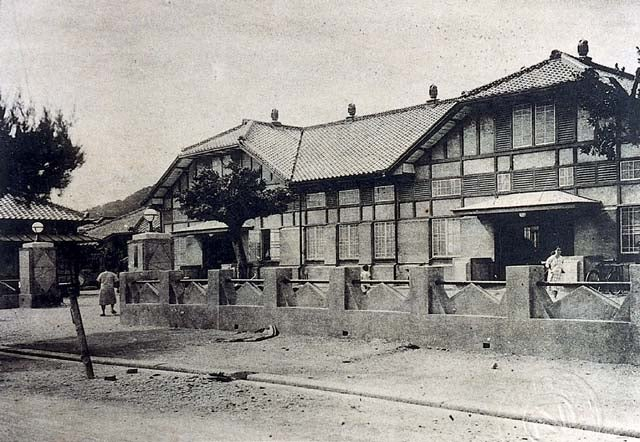
湊町市場
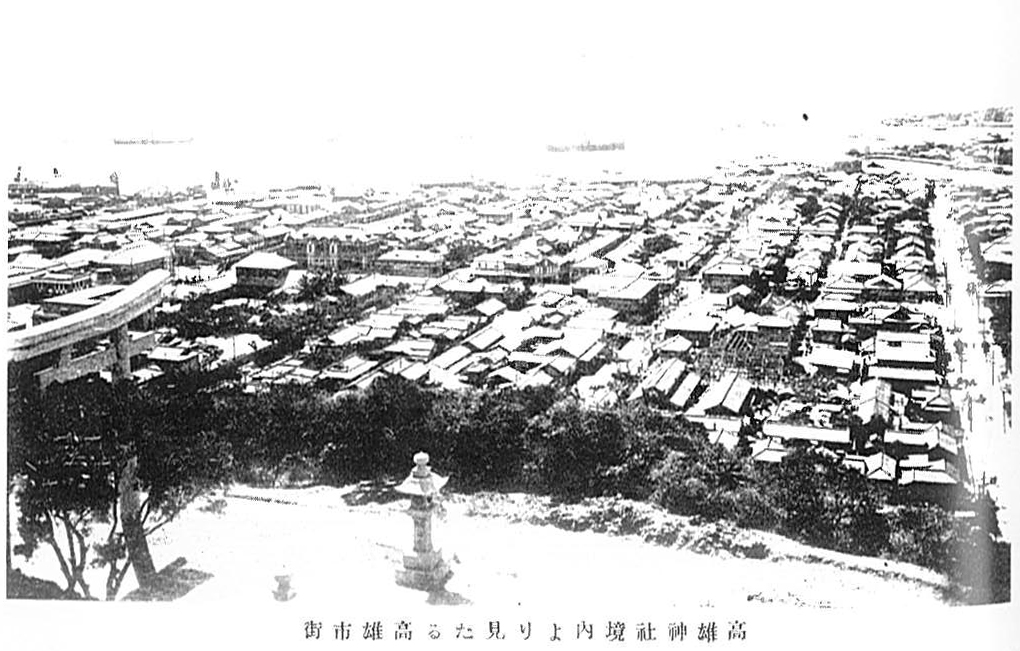
由高雄神社俯瞰湊町
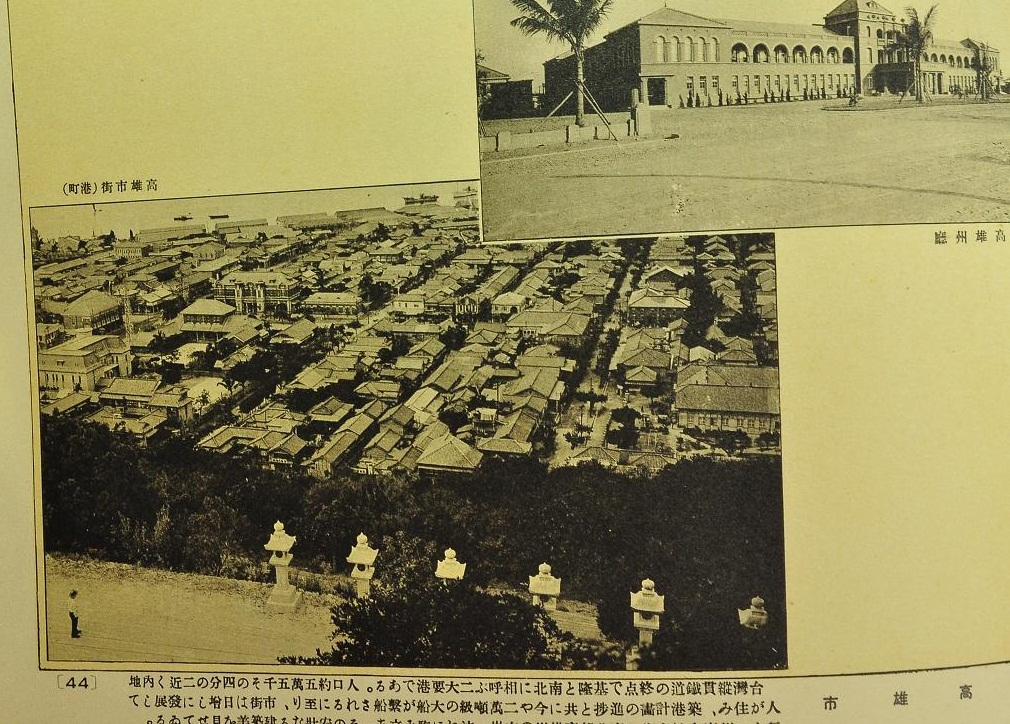
由高雄神社俯瞰湊町
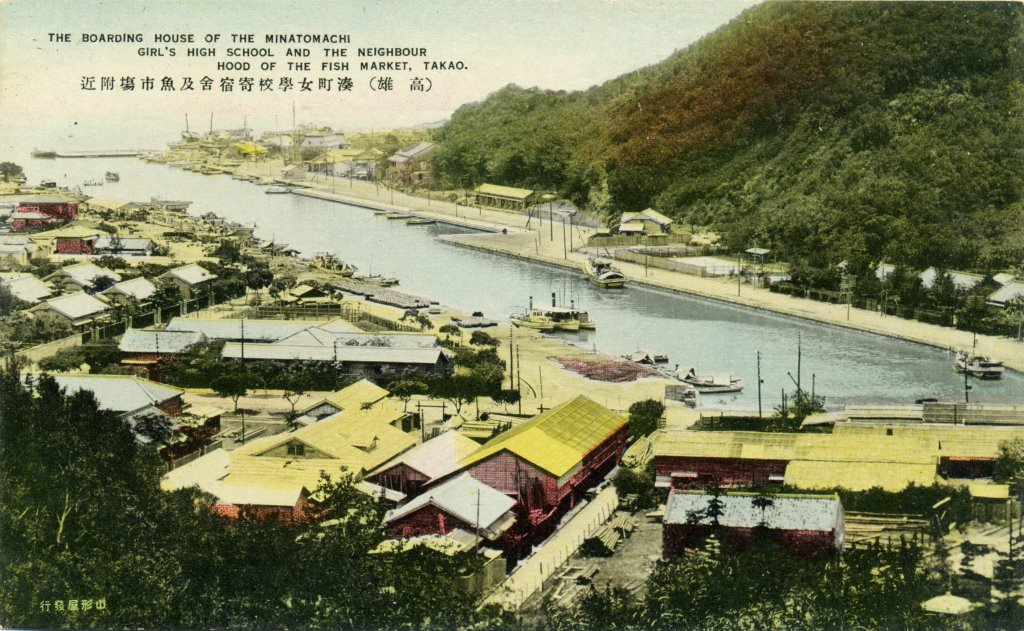
第一船渠
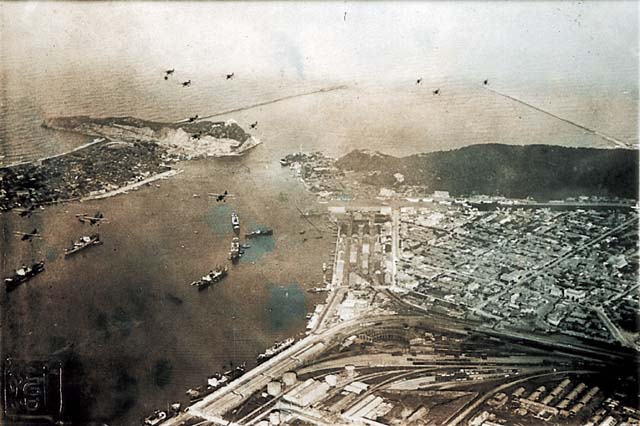
鳥瞰湊町、新濱町、山下町、壽町、哨船町、旗後町、堀江町